# Kaap op de Boschplaat
De kaap op de Boschplaat was een peilbaken op de Boschplaat bij Rottumeroog. Het baken  stond tussen 1889 en 1984 en werd gebruikt voor een driehoeksmeting met de kaap op Willemsduin en de Emder Kaap op Rottumeroog, waarmee de afslag van de kust werd gemeten. Het baken bestond van 1965 tot 1984 uit de mast van een voormalige schoener die werd geschoord door zes tuidraden. De mast bleek na verwijdering nog zo goed dat een schipper hem kocht om weer als scheepsmast te gebruiken. Door afslag werd de plaat steeds kleiner en vergroeide met Rottumeroog. De kaap is in 1984 weggehaald. De Boschplaat was toen deels verdwenen omdat een afsluitdam bij Lauwersoog de waterstroom beïnvloede. Het bouwsel is op maar weinig foto’s afgebeeld. Op de plek waar het baken stond is het nu 4 meter diep en ligt constant onder water. Het baken had twee kruislings geplaatste rechthoekig schermen en een afgeknot kegelvlak als topteken. 

## Drama
In 1894 werden de robbenjager en strandjutter Jan Brands uit Noordpolderzijl en zijn knecht Folkert Bos op de Boschplaat verrast door een hevige storm. Ze wisten zich in de kaap vast te binden om niet te verdrinken, maar de 17-jarge Bos bezweek. Brands kon een dag later worden gered.